# Волжский (Астраханская область)
Волжский — посёлок в Енотаевском районе Астраханской области, административный центр Средневолжского сельсовета. Основан в 1910-х годах как посёлок Шамбай
Население - 1862 (2011)

## Общая физико-географическая характеристика
Посёлок расположен на юго-востоке Енотаевского района в пределах Прикаспийской низменности, на границе Чёрных земель и Волго-Ахтубинской поймы, на правом берегу Волги, при ерике Ички-Барча, на высоте 24 метра ниже уровня мирового океана. К северу и югу от посёлка имеются орошаемые поля. Почвы пойменные луговые. К востоку от населённого пункта имеются открытые пески.
По автомобильной дороге расстояние до областного центра города Астрахани составляет 96 км, до районного центра села Енотаевка — 64 км. К посёлку имеется асфальтированный подъезд от федеральной автодороги "Каспий" (11 км)
Климат
Климат резко-континентальный, крайне засушливый (согласно классификации климатов Кёппена-Гейгера — Bsk). Среднегодовая температура воздуха положительная и составляет + 9,5 °C, средняя температура самого холодного месяца января - 6,4 °C, самого жаркого месяца июля + 25,0 °C. Расчётная многолетняя норма осадков — 226 мм. Наименьшее количество осадков выпадает в феврале (12 мм), наибольшее в июне (25 мм)

## История
В начале XX века калмыки Александровского улуса Калмыцкой степи Астраханской губернии начали переходить к оседлости. Среди прочих в 1910-х годах возник посёлок Шамбай. Согласно Памятной книжке Астраханской губернии на 1916/17 года в посёлке Шамбайском имелось 15 дворов, проживало 45 мужчин и 47 женщин.
C 1920 по 1930 года Шамбай являлся административным центром Хошеутовского улуса Калмыцкой автономной области. В 1930 году в Шамбае было организовано "Товарищество скотоводов", а 1 января 1931 года был организован колхоз "Улан Мальч" ("Красный скотовод").
28 декабря 1943 года калмыцкое население было депортировано. В 1944 году после ликвидации Калмыцкой АССР посёлок был включён в состав Енотаевского района Астраханской области с переименованием в посёлок Волжский и образованием Волжского поселкового совета депутатов трудящихся (действовал до 1954 года).
Летом 1944 года образован мясосовхоз "Волжский". В апреле 1953 года профиль совхоза был изменён на каракулеводческий. Каракулеводческий совхоз «Волжский» являлся многоотраслевым, занимался земледелием, животноводством, разведением каракулеводческих пород овец, крупного рогатого скота.
Калмыцкое население стало возвращаться после отмены ограничений по передвижению в 1956 году, однако в состав образованной в 1957 году Калмыцкой АО посёлок возвращён не был.
В 1969 году посёлок Волжский стал центром нового Средневолжского сельского Совета депутатов трудящихся.
4 июня 1992 года совхоз "Волжский" был реорганизован в товарищество с ограниченной ответственностью "Волжское"

## Население
| 1916 |
| ---- |
| 92   |

| 2002 | 2010  | 2011  |
| ---- | ----- | ----- |
| 1886 | ↘1771 | ↗1862 |